# Rafael Čimiškjan
Rafael Čimiškjan (23. března 1929 Tbilisi – 25. září 2022) byl sovětský vzpěrač arménské národnosti narozený v Gruzii. Získal zlatou olympijskou medaili na hrách v Helsinkách roku 1952, ve váhové kategorii do 60 kg (pérová váha). Krom toho byl dvojnásobným mistrem světa (1954, 1955) a šestinásobným mistrem Evropy (1950, 1952, 1954, 1955, 1956, 1957). Vytvořil během své kariéry jedenáct světových rekordů. Roku 1952 byl jmenován zasloužilým mistrem sportu SSSR. Po skončení závodní kariéry se stal vzpěračským rozhodčím a funkcionářem Gruzínské vzpěračské federace.